# Gurwin-Techsat
Gurwin-Techsat (auch Techsat 1B oder OSCAR 32) ist ein ehemaliger israelischer Forschungs- und Amateurfunksatellit.
Der Satellit wurde von Studierenden des Asher Space Research Institute am Technion entwickelt und am 10. Juli 1998 mit einer Zenit-Rakete in Baikonur gestartet, zusammen mit dem thailändischen Satelliten TMSAT-OSCAR 31.
Er ist nach den Sponsoren Joseph und Rosalind Gurwin benannt. Der Satellit war bis April 2010 in Betrieb.